# Платонов, Богдан Сергеевич
Богдан Сергеевич Платонов (укр. Богдан Сергійович Платонов; род. 12 октября 1996) — украинский фехтовальщик, специализирующийся на сабле. Мастер спорта Украины международного класса.

## Биография
Воспитанник Черкасской областной школы высшего спортивного мастерства.
На чемпионате Европы 2012 года среди кадетов в Хорватии завоевал бронзовую медаль в командных соревнованиях, а в следующем году на турнире в Венгрии выиграл индивидуальное серебро в сабле.
Участник юношеских чемпионатов Европы и мира в 2014—2016 годах. Кроме того, представлял Украину на чемпионатах Европы среди спортсменов до 23 лет в 2018 и 2019 годах.
Серебряный призёр Универсиады 2015 года в Южной Корее в командной сабле. Позднее принимал участие в Универсиадах 2017 и 2019 годов.
Дебют на взрослых чемпионатах мира и Европы состоялся в 2017 году — на первенствах, проходивших в Германии и Грузии соответственно.
Наибольшим достижением Платонова стала серебряная медаль в командной сабле на чемпионате Европы 2022 года в Турции, завоёванная вместе с Юрием Цапом, Андреем Ягодкой, Василием Гуменом. Кроме того, завоёвывал серебро на чемпионате мира среди военных в 2017 году и золото на чемпионате Международного совета военного спорта 2022 года по фехтованию в Польше.
В общей сложности участвовал в двух чемпионатах мира (2017, 2022) и двух чемпионатах Европы (2017, 2022).
Участник Европейских игр 2023 года в Польше.

## Достижения
Чемпионат Украины:
- 2017 — золото (сабля)[6]
- 2021 — бронза (сабля), серебро (командная сабля)[7]

Чемпионат Европы:
- 2022 — серебро (командная сабля)

Универсиада:
- 2015 — серебро (командная сабля)

Чемпионат мира среди военных:
- 2017 — серебро (командная сабля)

Чемпионат Европы среди кадетов:
- 2012 — бронза (командная сабля)
- 2013 — серебро (сабля)

## Рейтинг
| Сезон | Место | Категория | Сезон | Место |
| ----- | ----- | --------- | ----- | ----- |
| 12/13 | 221   | Юниоры    | 14/15 | 21    |
| 13/14 | 29    | Юниоры    | 15/16 | 30    |
|       |       |           |       |       |
| 13/14 | 334   | Взрослые  | 19/20 | 148   |
| 14/15 | 382   | Взрослые  | 20/21 | 145   |
| 15/16 | 270   | Взрослые  | 21/22 | 110   |
| 16/17 | 161   | Взрослые  | 22/23 | 216   |
| 17/18 | 237   | Взрослые  | 23/24 | 243   |
| 18/19 | 183   | Взрослые  |       |       |